# Dorohun, Radomîșl
Dorohun (în ucraineană Дорогунь) este un sat în comuna Zankî din raionul Radomîșl, regiunea Jîtomîr, Ucraina.

## Demografie
Componența lingvistică a localității Dorohun
     Ucraineană (95,45%)
     Rusă (4,55%)
Conform recensământului din 2001, majoritatea populației localității Dorohun era vorbitoare de ucraineană (95,45%), existând în minoritate și vorbitori de rusă (4,55%).